# ابن الماحوز
ابن الماحوز هو عبيد الله بن بشير بن الماحوز السليطي اليربوعي التميمي. رئيس الخوارج الأزارقة في الأهواز، وما حولها. كان مع نافع بن الأزرق ثم خلفه بعد مقتله عام 65 هـ (حوالي 685 م). اشتبك في معارك مع قادة عبد الله بن الزبير، وهم عمر بن عبيد الله بن معمر، والمهلب بن أبي صفرة، وقُتل أخيراً على يد جيش المهلب.